# Idre-Särna församling
Idre-Särna församling är en församling i Norra Dalarnas kontrakt i Västerås stift. Församlingen ligger i Älvdalens kommun i Dalarnas län och utgör ett eget pastorat.

## Administrativ historik
Idre-Särna församling bildades 2010 genom sammanslagning av Idre församling och Särna församling.

## Kyrkobyggnader
- Idre kyrka
- Särna kyrka
- Särna gammelkyrka